# Estació del Putxet
El Putxet és una estació de la Línia 7 del metro de Barcelona de la xarxa de Ferrocarrils de la Generalitat de Catalunya (FGC), situada al subsòl del carrer de Balmes entre el barri del Putxet i el de la Bonanova del districte de Sarrià - Sant Gervasi de Barcelona.
Es va inaugurar el 1954 quan es va obrir el tram des de l'estació de Gràcia fins a l'estació d'Avinguda Tibidabo, amb el nom de Núñez de Arce que era el nom que duia aleshores l'actual plaça de Joaquim Folguera, on l'estació té l'entrada. El 1982 va canviar de nom i va agafar el del barri. A mitjan de 2016 van començar les obres de millora de l'accessibilitat de l'estació, que comportaren la instal·lació de dos ascensors i l'ampliació de l'edicle existent a la plaça de Joaquim Folguera, per tal d'encabir-hi un dels ascensors. Els treballs van acabar el setembre de 2017, quan es van posar en servei els nous ascensors.
Està en construcció l'estació de la L9/L10 del metro de Barcelona. Pertany al Tram 3 (Zona Universitària – la Sagrera), hi tindran parada trens de la L9 i la L10. Tindrà dos accessos, un situat a la plaça Joaquim Folguera i l'altre al carrer Balmes (costat Besòs). Serà una estació de tipus pou de 55 metres de profunditat i 26 metres de diàmetre. Disposarà de 6 ascensors de gran capacitat i 2 ascensors per a persones amb mobilitat reduïda (PMR), una andana de 108 metres projectats.
La previsió inicial era obrir l'estació de metro l'any 2007, però donats diversos contratemps es va endarrerir la data. El mes de juny del 2011 el Departament de Territori i Sostenibilitat de la Generalitat de Catalunya va anunciar que aquest tram, encara no construït, estava paralitzat temporalment mentre es buscava finançament, evitant al mètode alemany o peatge a l'ombra utilitzat a la resta de l'obra. La previsió actual és inaugurar-la entre l'any 2028 i 2029, més tard de la posada en marxa del tram comú del túnel.
L'any 2016 va registrar l'entrada de 1.554.094 passatgers.

## Serveis ferroviaris
| Procedència/Destinació          | <      | Línia | >            | Procedència/Destinació |
| ------------------------------- | ------ | ----- | ------------ | ---------------------- |
| Línia Barcelona-Vallès de FGC   |        |       |              |                        |
| Pl. Catalunya                   | Pàdua  |       | Av. Tibidabo | Av. Tibidabo           |
| Metro de Barcelona              |        |       |              |                        |
| Aeroport T1                     | Mandri | obres | Lesseps      | Can Zam                |
| Pratenc                         | Mandri | obres | Lesseps      | Gorg                   |
| Font recorregut: PDI 2009-2018. |        |       |              |                        |

## Accessos

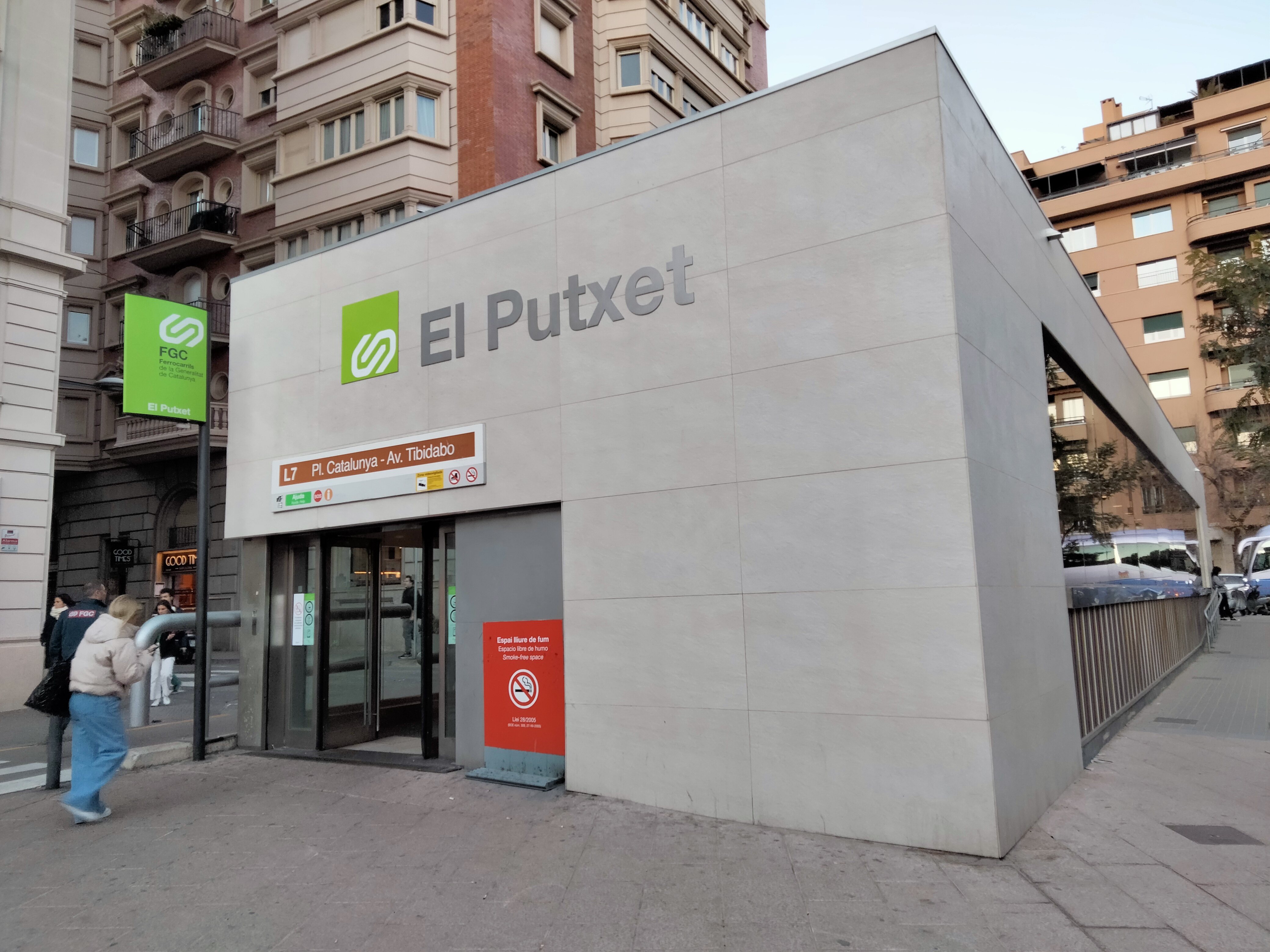
L'accés a l'estació a la plaça Joaquim Folguera amb el carrer Balmes.

- Carrer Balmes